# 阿失帖木儿 (武都王)
阿失帖木儿（1250年—1309年），元朝大臣，畏兀儿人，武都王孟速思的儿子。
他天资聪明，能传家学。至元二十四年（1287年），跟随征伐乃颜，以功授为枢密院都事，入内宫教皇孙甘麻剌、铁穆尔字书。至元二十九年（1292年），转任枢密院断事官。大德二年（1298年），元成宗铁穆尔任命他翰林侍读学士。教皇侄海山字书。海山即位为元武宗，任命他为荣禄大夫、大司徒、翰林学士承旨，知制诰兼修国史。不久加金紫光禄大夫，领太常礼院使。去世后，赠太师，追封武都王，谥号忠简。